# Производная обратной функции
Пусть {\displaystyle y=f(x)} — функция от аргумента {\displaystyle x} в некотором интервале {\displaystyle (a,b)}. Если в уравнении  {\displaystyle y=f(x)} {\displaystyle y} считать аргументом, а {\displaystyle x} — функцией, то возникает новая функция {\displaystyle x=\phi (y),} где {\displaystyle f[\phi (y)]\equiv y,} — функция, обратная данной.

## Теорема (о дифференцировании обратной функции)
Для дифференцируемой функции {\displaystyle y(x)} с производной {\displaystyle y'_{x}(x)}, отличной от нуля, производная {\displaystyle x'_{y}(y)} обратной функции {\displaystyle x(y)} равна обратной величине производной данной функции в точке {\displaystyle x(y)}, то есть
{\displaystyle x'_{y}(y)={\frac {1}{y'_{x}(x(y))}}}
Пусть {\displaystyle y=f(x)} — дифференцируемая функция, {\displaystyle y'_{x}=f'(x)\neq 0}.

Пусть {\displaystyle \Delta y\neq 0} — приращение независимой переменной {\displaystyle y} и {\displaystyle \Delta x} — соответствующее приращение обратной функции {\displaystyle x=\phi (y)}.
Напишем тождество
{\displaystyle {\frac {\Delta x}{\Delta y}}=1:{\frac {\Delta y}{\Delta x}}}
Переходя в этом равенстве к пределу при {\displaystyle \Delta y\to 0}, которое влечет за собой стремление {\displaystyle \Delta x} к нулю ({\displaystyle \Delta x\to 0}), получим:
{\displaystyle \lim _{\Delta y\to 0}{\frac {\Delta x}{\Delta y}}=1:\lim _{\Delta x\to 0}{\frac {\Delta y}{\Delta x}}\Leftrightarrow x'_{y}={\frac {1}{y'_{x}}}}, где {\displaystyle x'_{y}} — производная обратной функции.
Замечание
Если пользоваться обозначениями Лейбница, то выше доказанная формула примет вид
{\displaystyle {\frac {dx}{dy}}={\frac {1}{\frac {dy}{dx}}}}

## Примеры
- {\displaystyle y=\arcsin {x}\Rightarrow x=\sin {y},}

{\displaystyle y'_{x}=(\arcsin {x})'={\frac {1}{x'_{y}}}={\frac {1}{(\sin {y})'}}={\frac {1}{\cos {y}}}={\frac {1}{\sqrt {1-\sin ^{2}{y}}}}={\frac {1}{\sqrt {1-\sin ^{2}{(\arcsin {x})}}}}={\frac {1}{\sqrt {1-x^{2}}}}.}
- {\displaystyle y=\ln {x}\Rightarrow x=e^{y},}

{\displaystyle y'_{x}=(\ln {x})'={\frac {1}{x'_{y}}}={\frac {1}{(e^{y})'}}={\frac {1}{e^{y}}}={\frac {1}{x}}.}